# Stredné Plachtince
Stredné Plachtince (bis 1927 slowakisch auch „Prostredné Plachtince“; deutsch Mitterplachtintz, ungarisch Középpalojta) ist eine Gemeinde im Süden der Slowakei mit 599 Einwohnern (Stand 31. Dezember 2024). Sie gehört zum Okres Veľký Krtíš, einem Kreis des Banskobystrický kraj.

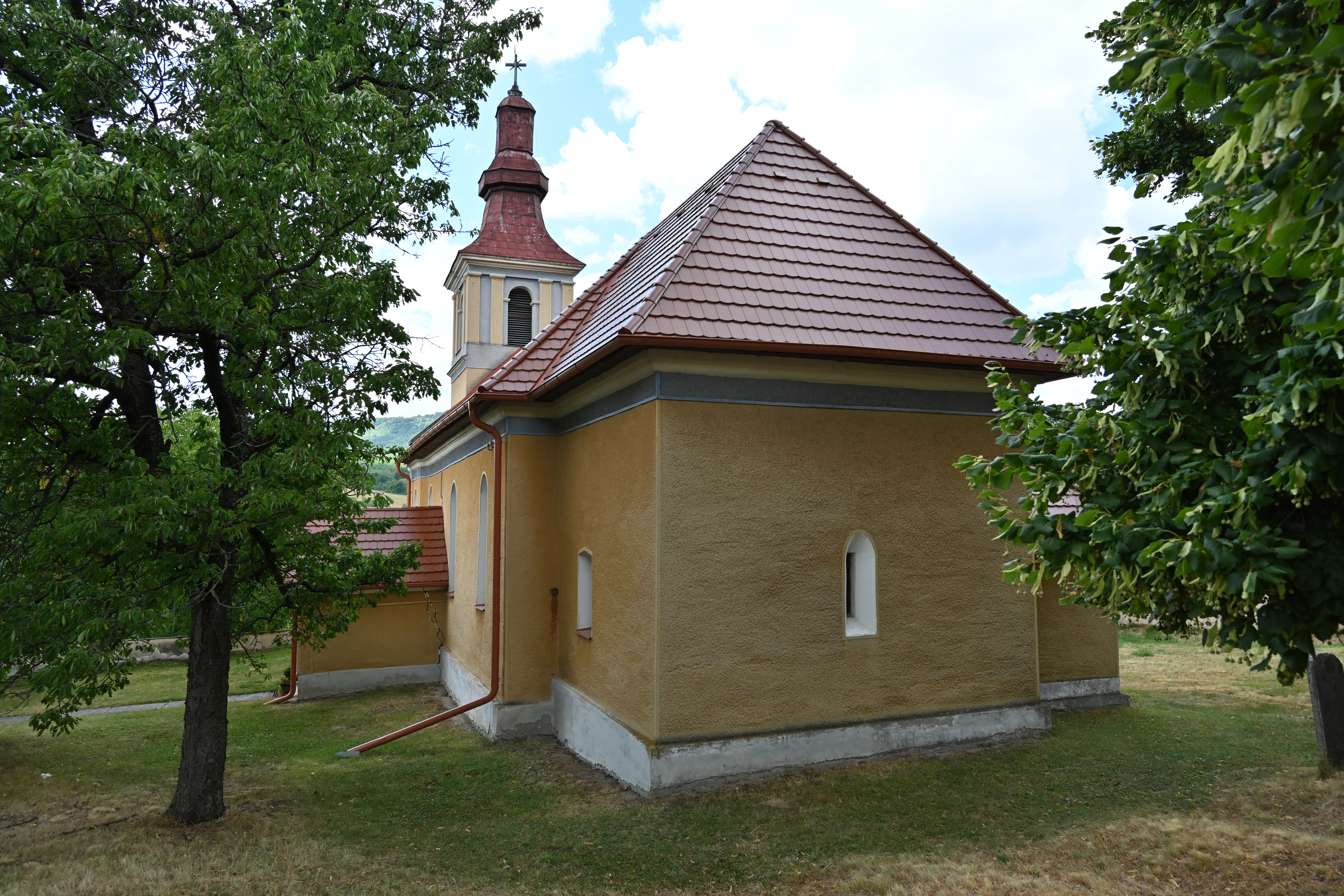
Evangelische Kirche

## Geographie
Die Gemeinde befindet sich am südöstlichen Rand von Krupinská planina (deutsch etwa „Karpfener Hochebene“) im Tal des Plachtinský potok, als dieser die Hochebene verlässt und sich nunmehr im Talkessel Ipeľská kotlina befindet. Das Ortszentrum liegt auf einer Höhe von 225 m n.m. und ist sieben Kilometer von Veľký Krtíš entfernt.
Nachbargemeinden sind Horné Plachtince und Dačov Lom im Norden, Modrý Kameň im Osten, Dolné Plachtince im Süden sowie Príbelce im Südwesten und Westen.

## Geschichte
Der Ort wurde zum ersten Mal 1473 als Kezeppalotha beziehungsweise Palahta schriftlich erwähnt und war im Verlauf der Jahrhunderte Besitz von mehreren Familien des niederen Adels. 1828 zählte man 116 Häuser und 700 Einwohner, die als Landwirte und Winzer beschäftigt waren.
Bis 1918/1919 gehörte der im Komitat Hont liegende Ort zum Königreich Ungarn und kam danach zur Tschechoslowakei beziehungsweise heute Slowakei.

## Bevölkerung
| Jahr                | 1994 | 2004    | 2014    | 2024    |
| ------------------- | ---- | ------- | ------- | ------- |
| Anzahl der Personen | 613  | 623     | 609     | 599     |
| Unterschied         |      | +1,63 % | −2,24 % | −1,64 % |

| Jahr                | 2023 | 2024    |
| ------------------- | ---- | ------- |
| Anzahl der Personen | 600  | 599     |
| Unterschied         |      | −0,16 % |

Gemäß der Volkszählung 2011 wohnten in Stredné Plachtince 651 Einwohner, davon 601 Slowaken, fünf Polen, vier Tschechen sowie jeweils ein Rom und Serbe. 37 Einwohner machten keine Angabe zur Ethnie.
373 Einwohner bekannten sich zur Evangelischen Kirche A. B., 161 Einwohner zur römisch-katholischen Kirche, 37 Einwohner zur griechisch-katholischen Kirche sowie jeweils ein Einwohner zur evangelisch-methodistischen Kirche und zur orthodoxen Kirche. 26 Einwohner waren konfessionslos und bei 52 Einwohnern wurde die Konfession nicht ermittelt.

## Bauwerke
- evangelische Kirche im gotischen Stil aus dem 14. Jahrhundert, im 17. Jahrhundert im Renaissancestil neu gestaltet und 1925 umgebaut

## Söhne und Töchter der Gemeinde
- Július Pántik (1922–2002), Schauspieler